# Stand Up (倉木麻衣の曲)
「Stand Up」（スタンド・アップ）は、日本の歌手・倉木麻衣の楽曲。倉木の8作目のCDシングルとして、2001年4月18日にGIZA Studioから発売された。

## 概要
楽曲は、「爽健美茶 Natural Breeze 2001 happy live」テーマソング。シングルA面曲の作曲・編曲を初めて徳永暁人が担当した。10周年を記念したベスト・アルバム『ALL MY BEST』をPRする際には、「Love, Day After Tomorrow」「Stay by my side」「Secret of my heart」「Feel fine!」の代表曲と共に紹介されていることから、この曲も代表曲として挙げられる。また、多くの彼女の紹介文書には以上4曲と当楽曲の合計5曲を代表曲として挙げられている。
2004年、ダンス☆マンがアルバム『Funkcoverlic』でカバー。
カップリングの「YES or NO 〜TRANCE Continental Remix〜 (Radio Edit)」は「Stand Up」のアナログ版にも収録されているが、このリミックス・バージョンのみで、オリジナル・バージョンは現在も発表されていない。
ジャケット写真は、ブルース・スプリングスティーンのサード・アルバム『明日なき暴走』のパロディである。

## 収録曲
1. Stand Up – (4:40)
作詞: 倉木麻衣、作曲・編曲: 徳永暁人
2. Double Rainbow – (4:42)
作詞: 倉木麻衣、作曲・編曲: YOKO Black. Stone
詞は「ダブルレインボー（二重虹）を見た人は幸せになる」というハワイの伝説を元に書かれた。
3. YES or NO 〜TRANCE Continental Remix〜 (Radio Edit) – (5:43)
作詞: 倉木麻衣、作曲: 大野愛果、リミックス: Johnny Vicious & Dj Koutarou.A
4. Stand Up (Instrumental) (4:37)

## 参加ミュージシャン
- 倉木麻衣：Vocals & Chorus

Additional Musician
- 徳永暁人：Chorus (#1)
- YOKO Black. Stone：Chorus (#2)
- ジョニー・ヴィシャス：Keyboards & Programming (#3)
- DJ Koutarou.A：Keyboards & Programming (#3)

## 収録アルバム
- Perfect Crime
- Wish You The Best（#1）
- ALL MY BEST（#1,2）
- BEST HIT BEING
- MAI KURAKI BEST 151A -LOVE & HOPE-（#1）
- Mai Kuraki Single Collection 〜Chance for you〜（#1）